# عوينات (لاذقية)
عوينات قرية في ناحية كنسبا التابعة لمنطقة الحفّة في محافظة اللاذقية. بلغ عدد سكانها 612 نسمة حسب تعداد عام 2004.